# Belgisches Comiczentrum
Das Belgische Comiczentrum (BCZ) (englisch The Belgian Comic Strip Center, französisch Centre belge de la bande dessinée (CBBD), niederländisch Belgisch Centrum voor het Beeldverhaal), ist das nationale Museum für belgische Comics. Es befindet sich in der Zandstraat 20 Rue des Sables in Brüssel.

## Das ursprüngliche Gebäude
Das Gebäude wurde 1906 durch den bekannten Architekten Victor Horta im Jugendstil erbaut und war ursprünglich ein Warenhaus für den Stoffhändler Charles Waucquez. Nachdem Waucquez 1920 gestorben war, begann das Gebäude zu verkommen, nach 1970 schloss der Textilgroßhandel seine Türen. Jean Delhaye, ein ehemaliger Mitarbeiter von Horta, versuchte das Gebäude vor dem Verfall zu retten. Am 16. Oktober 1975 wurde es von der Königlichen Kommission für Denkmäler und Landschaften als geschütztes Kulturerbe anerkannt. Das Gebäude blieb aber weiter verkommen und war ein ausgesuchtes Ziel für Vandalismus.

## Restaurierung und neue Funktion
Im Jahr 1980 besuchte der Architekt Jean Breydel das Haus und erwog das ganze Gebäude zu restaurieren. Dass Belgien als ein Zentrum der europäischen Comic-Kunst angesehen wird, rechtfertigte die Einrichtung eines Museums zu Ehren der Großen des belgischen Comics. Breydel und die Comiczeichner Bob De Moor und Alain Baran, die das Gebäude auch besucht hatten, waren unmittelbar für die Idee gewonnen, und auch Hergé unterstützte den Plan. 1983 gab es auch finanzielle Unterstützung, als der Minister für öffentliche Arbeiten, Louis Olivier entschied, dass das Gebäude durch die öffentliche Gebäudeverwaltung angekauft werden sollte. Hortas letztes noch bestehendes Warenhaus war von da an Staatseigentum. 1986 wurde durch Regierungsbeschluss mit der Restaurierung begonnen.
Der Hauptverantwortliche Pierre van Assche sorgte dafür, dass das Gebäude so überarbeitet wurde, dass die ursprüngliche Architektur wiederhergestellt wurde und trotzdem mit heutigen Elementen harmoniert. Das Mosaik wurde von italienischen Spezialisten verlegt, weil es in Belgien niemanden mehr gab, der diesen Stil beherrschte. Am 6. Oktober 1989 wurde das Belgische Comicmuseum im Beisein von König Baudouin und Königin Fabiola eröffnet.

## Das Belgische Comicmuseum
Das Museum verfügt über ein Restaurant, einen Raum für Victor Horta, eine Bibliothek mit Lesesaal und Studienraum, eine Ausstellung über die Herstellung von Comicstrips, einen Hörsaal, einen Saal in dem originale Comic-Zeichnungen ausgestellt sind und einen Raum über Zeichentrickfilm mit originalen Animationsentwürfen von inzwischen vergessenen belgischen Zeichentrickfilmen.
Im Erdgeschoss befindet sich der Buchladen sowie das Bistro Horta.
In der ersten Etage findet man eine chronologische Übersicht über die Pioniere des belgischen Comicstrips, denen allen ein eigener Ausstellungsraum gewidmet ist. Die Comiczeichner, die hier ausgestellt sind, stammen alle aus der Zeit von 1929 bis 1960. Auch die legendären Magazine Tintin und Spirou werden hier vorgestellt.
Das Museum veranstaltet regelmäßige Sonderausstellungen (mehr als 60 seit seiner Gründung) und organisiert Begegnungen zwischen Autoren und dem Publikum.

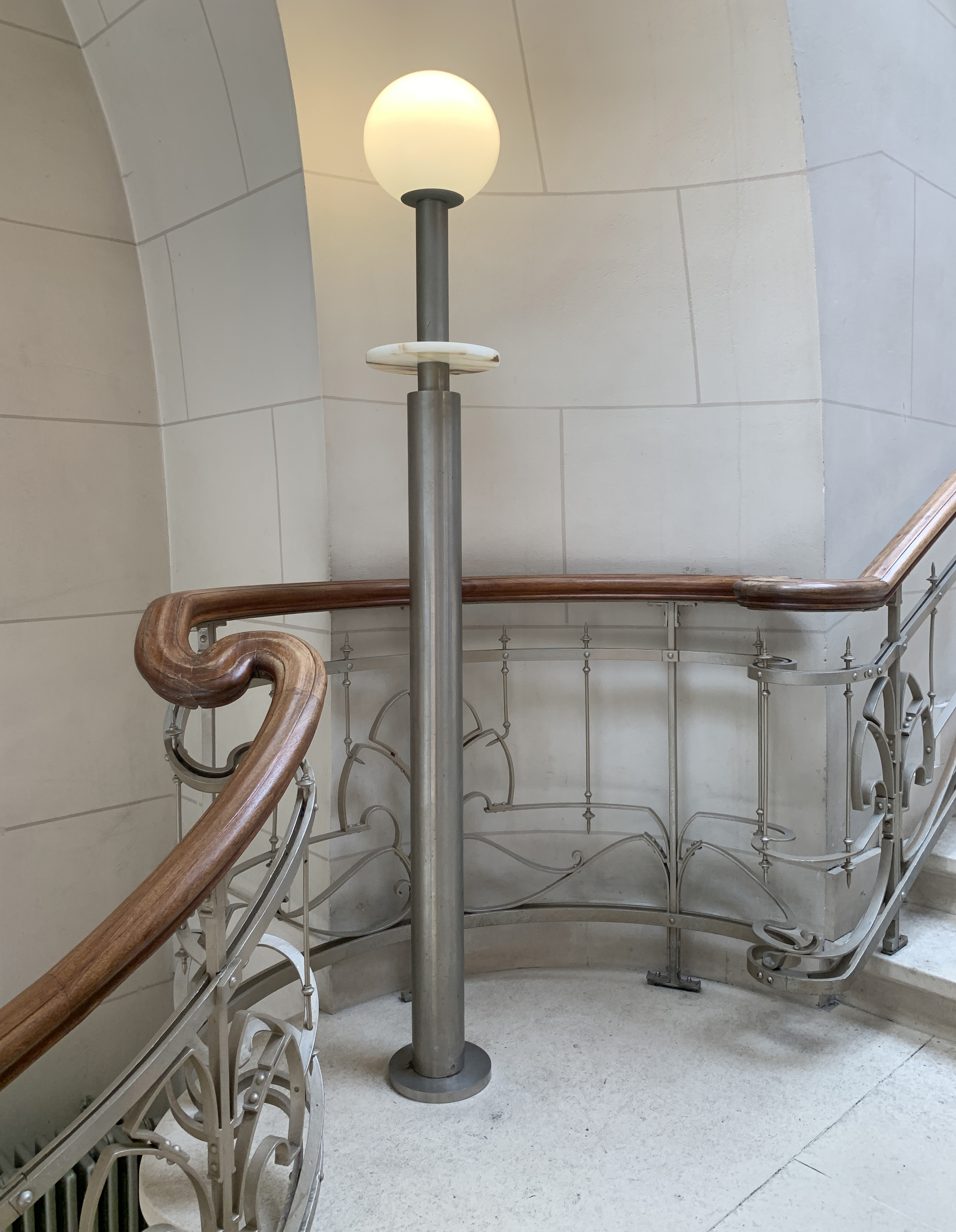
Treppenabsatz
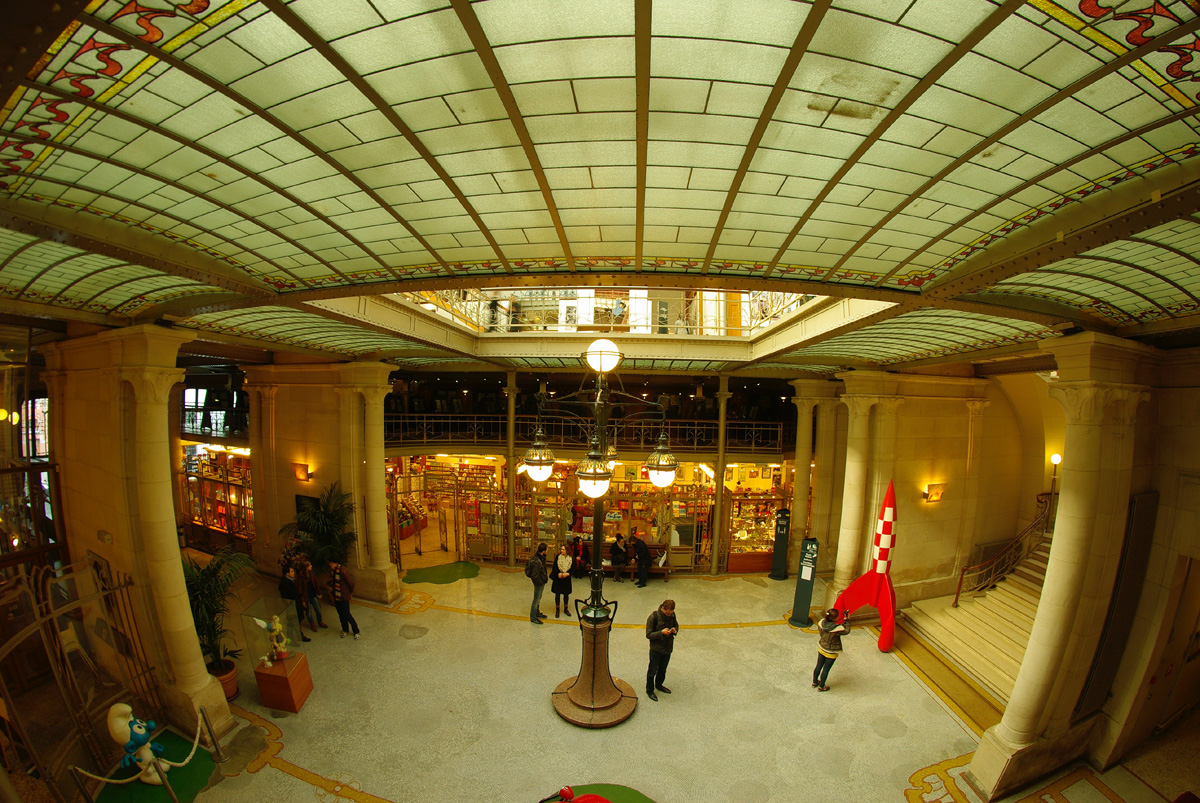
Centre belge de la bande dessinée
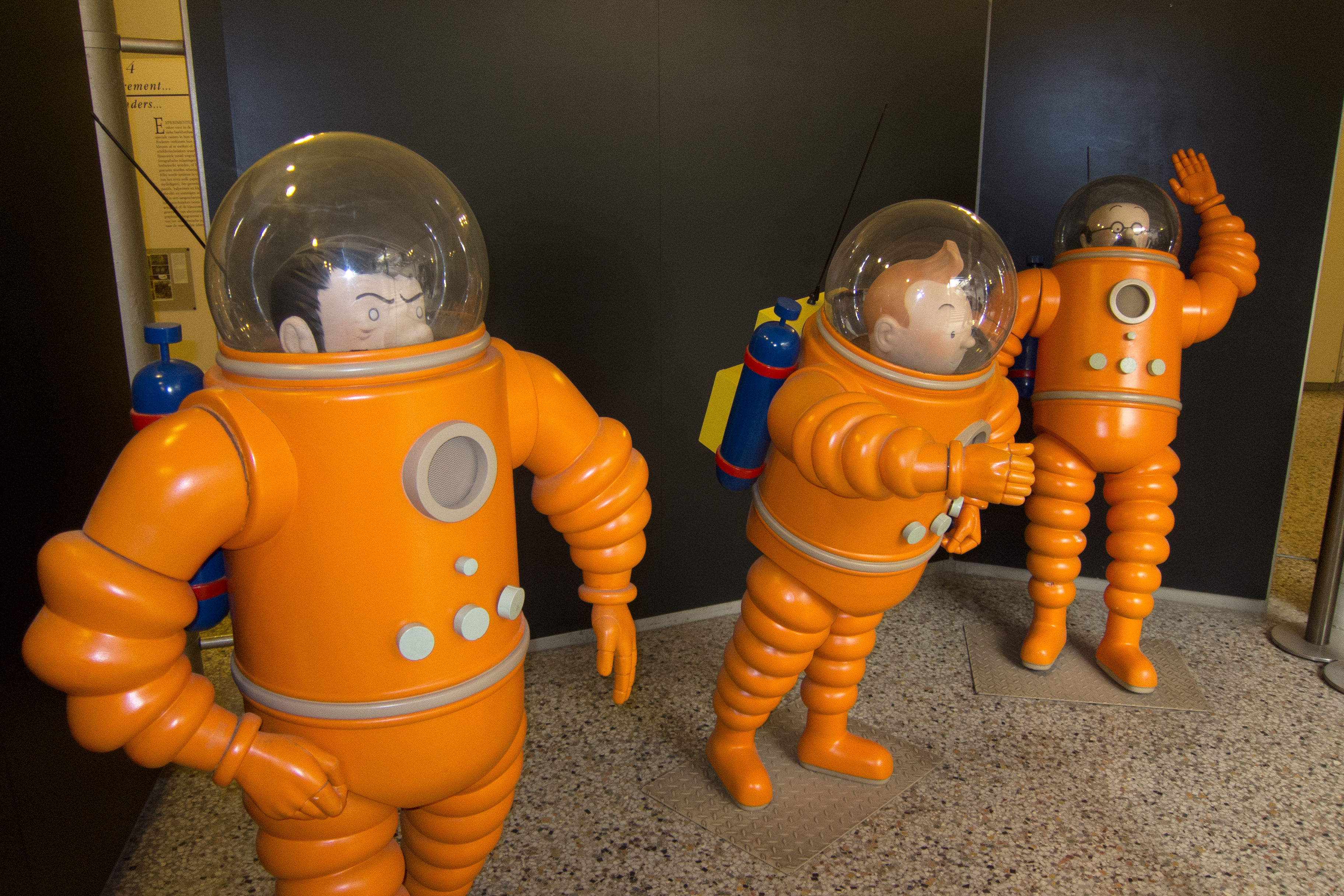
Tim im Raumanzug, Figuren aus Schritte auf dem Mond (1954).
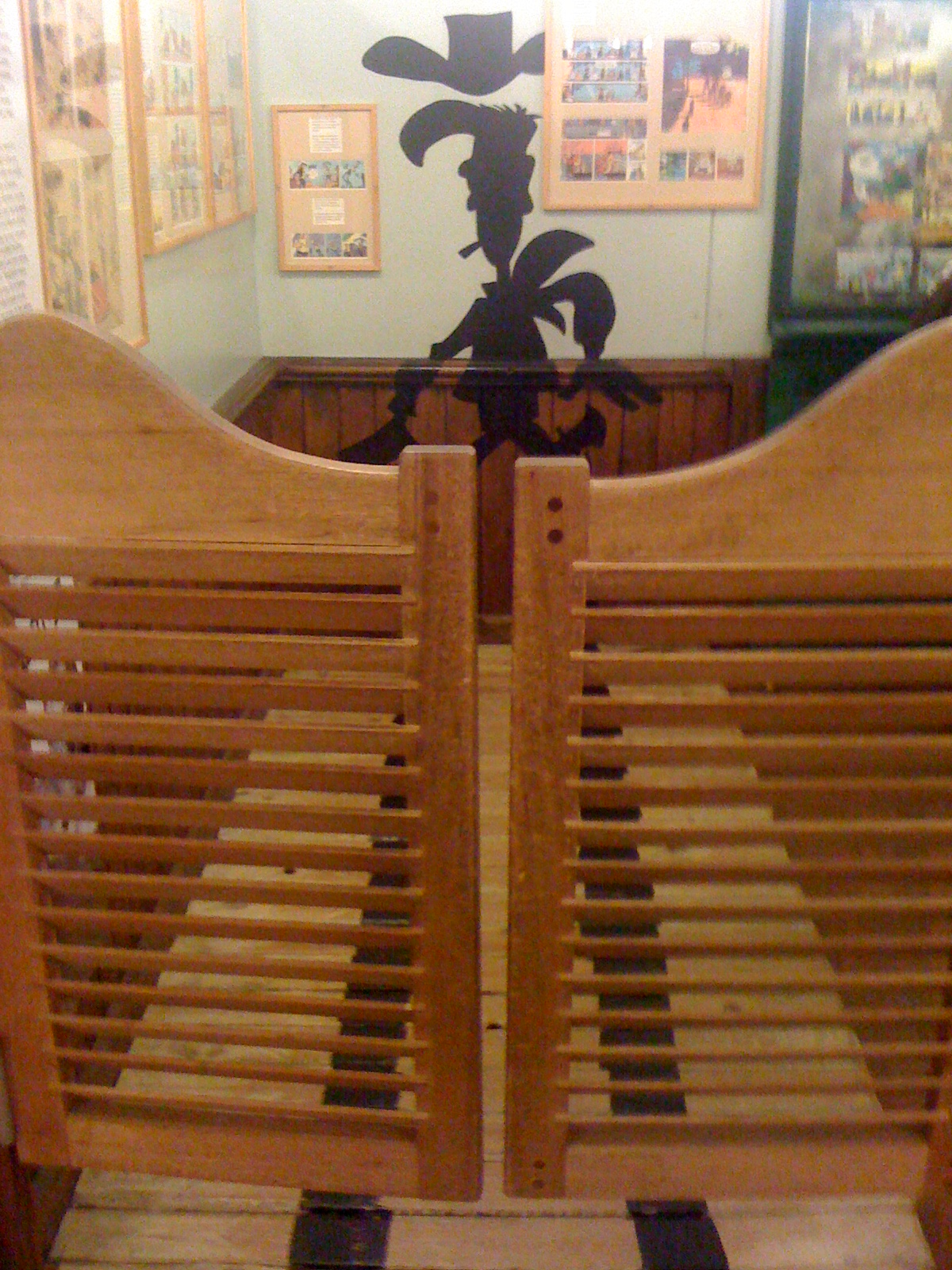
Der Schatten von Lucky Luke
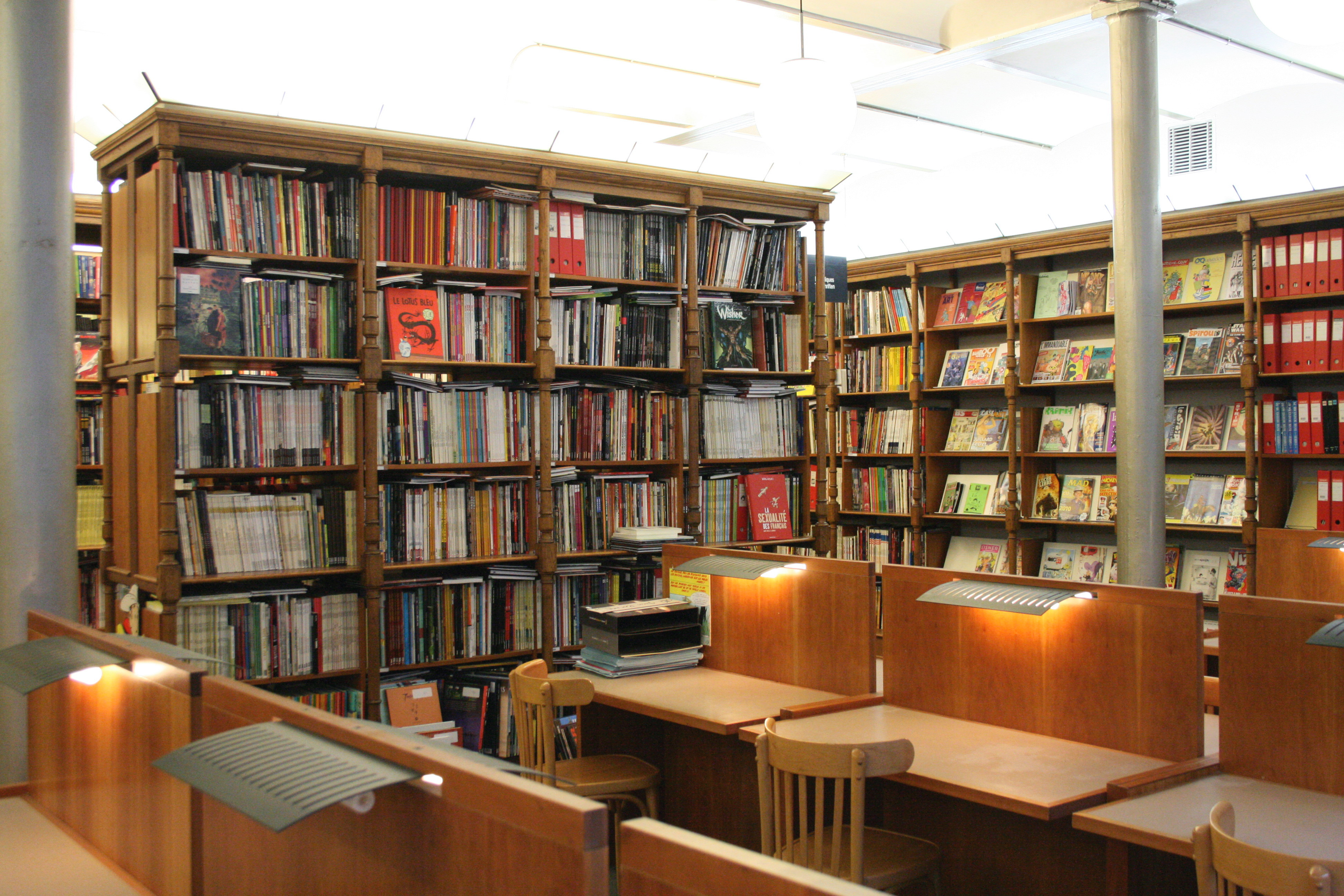
Bibliothek
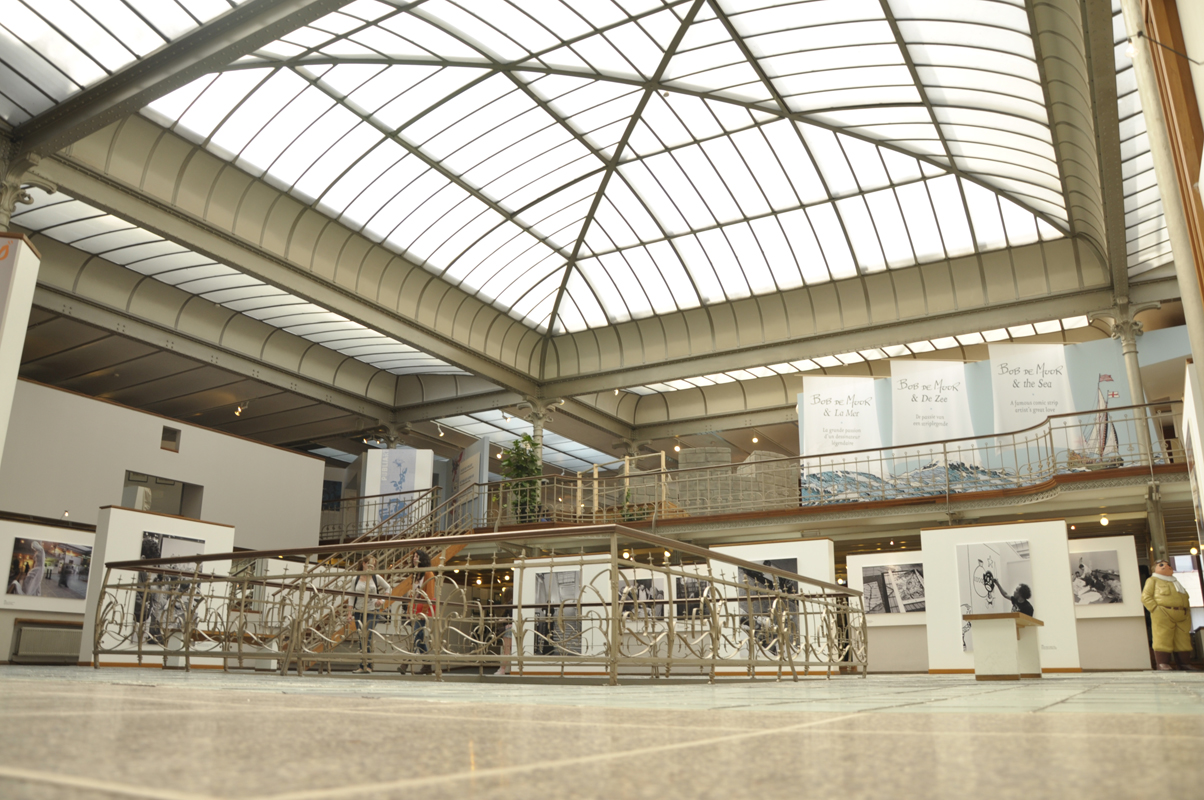
Obere Etage
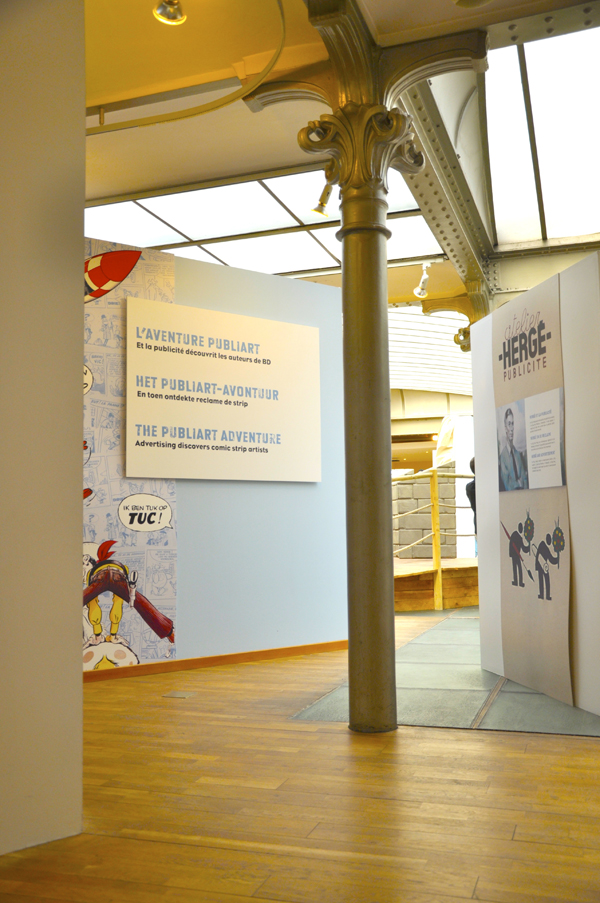
Ausstellung PUBLIART
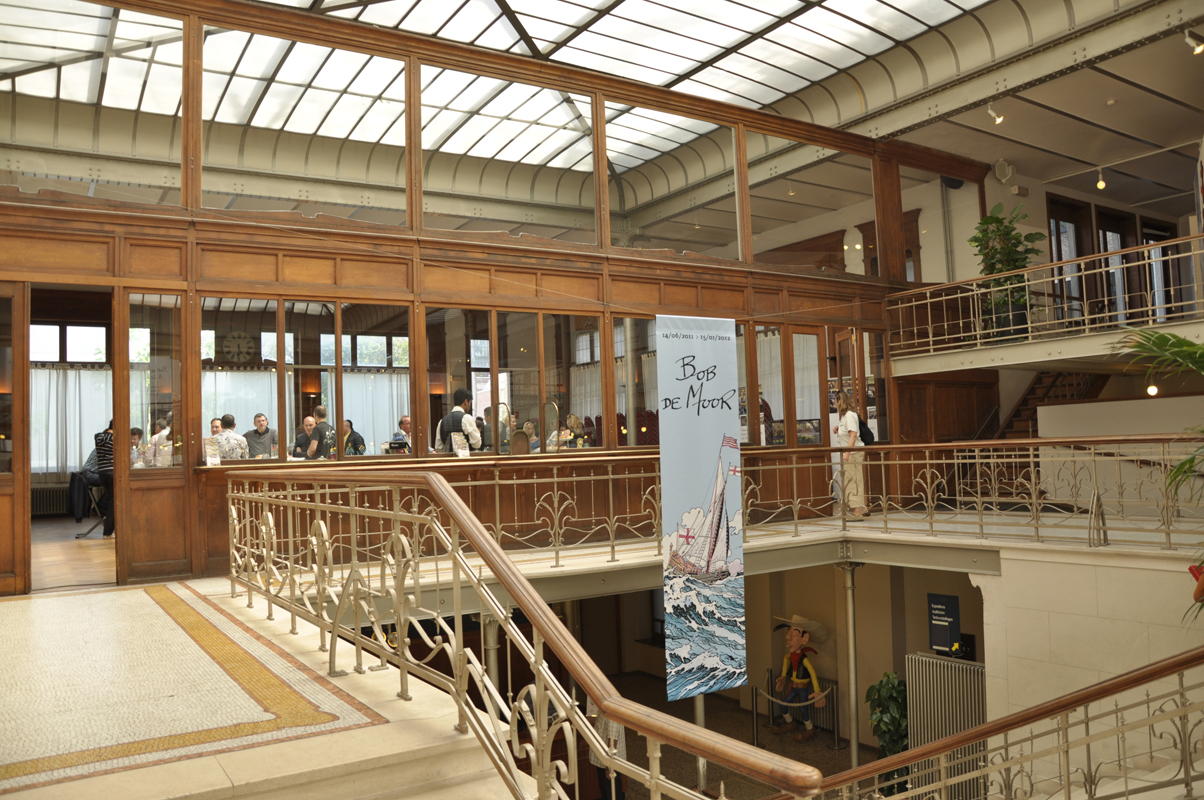
Obere Etage